# Petra van de Voort
Petra van de Voort (* 21. April 1972 in Stockholm als Petra Cecilia Alexandra Hultgren) ist eine schwedische Schauspielerin.

## Leben
Petra van de Voort wuchs mit zwei Brüdern und einer Schwester in der schwedischen Hauptstadt Stockholm auf. 1995 wurde sie noch unter dem Namen Petra Hultgren zur Miss Schweden gewählt und nahm am Miss-Universe-Wettbewerb teil, wo sie mit dem Miss Photogenic Award ausgezeichnet wurde. Anschließend begann sie zuerst in der schwedischen Seifenoper Vänner och fiender mitzuspielen, bevor sie zur Seifenoper Vita lögner wechselte. Eine Schauspielausbildung absolvierte sie schließlich von 2001 bis 2005 an der Theaterhochschule in Stockholm.
Obwohl sie zunächst kein Deutsch sprach, folgte sie mit 37 Jahren Filmangeboten nach Deutschland, wo sie seitdem arbeitet.
Van de Voort ist mit einem niederländischen Filmschaffenden verheiratet, hat zwei Söhne und lebt in Hamburg.

## Filmografie (Auswahl)
- 1996–1997: Vänner och fiender (Fernsehserie)
- 1997: Vita lögner (Fernsehserie)
- 2005: Mankells Wallander (Fernsehreihe, Folge Ein Toter aus Afrika)
- 2006: White Trash (Att göra en pudel)
- 2008: Andra Avenyn (Fernsehserie, 22 Folgen)
- 2008: Der Kommissar und das Meer (Fernsehreihe, Folge Sommerzeit)
- 2008: Irene Huss, Kripo Göteborg (Fernsehreihe, Folge Der erste Verdacht)
- 2008: Verdict Revised – Unschuldig verurteilt (Oskyldigt dömd, Fernsehserie, Folge Zwei Leichen, zwei Zähne)
- 2009: SOKO Wismar (Fernsehserie, Folge Das dritte Feuer)
- 2011: Tatort (Fernsehreihe, Folge Borowski und der coole Hund)
- 2013: Der Kommissar und das Meer (Fernsehserie, Folge Der Wolf im Schafspelz)
- 2013: Bella Block (Fernsehreihe, Folge Bella Block: Angeklagt)
- 2013: Uferlos!
- 2013: Zeugin der Toten (Fernsehfilm)
- 2014–2022: Neben der Spur (Fernsehreihe)
  - 2014: Adrenalin
  - 2016: Amnesie
  - 2016: Todeswunsch
  - 2017: Dein Wille geschehe
  - 2018: Sag, es tut dir leid
  - 2020: Erlöse mich
  - 2021: Schließe deine Augen
  - 2022: Die andere Frau
- 2015: Öl – Die Wahrheit über den Untergang der DDR (Fernsehfilm)
- 2016: Morden im Norden (Fernsehserie, Folge Eiskind)
- 2016: Zazy (Kinofilm)
- 2017: Bettys Diagnose (Fernsehserie, Folge Verstand und Gefühl)
- 2018: In aller Freundschaft (Fernsehserie, Spielfilm-Special Zwei Herzen)
- 2018: Schwartz & Schwartz (Fernsehreihe, Folge Mein erster Mord)
- 2019: SOKO Stuttgart (Fernsehserie, Folge Vermächtnis)
- 2022: Morden im Norden (Fernsehserie, Folge 123 Reifeprüfung )
- 2022: SOKO Leipzig (Fernsehserie, Folge Schlüssel zur Wahrheit)
- 2022: Friesland (Fernsehreihe, Folge Fundsachen)
- 2024: Polizeiruf 110 (Fernsehreihe, Folge Wasserwege)